# Malév-Flug 203
Der Malév-Flug 203 (Flugnummer: MA203, Funkrufzeichen: MALEV 203) war ein internationaler Linienflug der ungarischen Fluggesellschaft Malév vom Flughafen Istanbul-Yesilköy zum Flughafen Budapest mit einem planmäßigen Zwischenstopp auf dem Flughafen Bukarest. Am 21. September 1977 ereignete sich auf diesem Flug ein schwerer Flugunfall mit einer Tupolew Tu-134, die aufgrund eines Fehlers der Piloten im Anflug auf den Flughafen Bukarest ins Gelände gesteuert wurde. Bei dem Unfall verloren 29 der 53 Insassen ihr Leben.

## Maschine
Bei der betroffenen Maschine handelte es sich um eine 1968 gebaute Tupolew Tu-134, welche die Werknummer 8350605 und die Modellseriennummer 06-05 trug. Der Erstflug der Maschine erfolgte im Dezember 1968, sie wurde am 17. Januar 1969 neu an die Malév ausgeliefert und von ihr mit dem Luftfahrzeugkennzeichen HA-LBC zugelassen. Das zweistrahlige Kurzstrecken-Schmalrumpfflugzeug war mit zwei Turbojettriebwerken des Typs Solowjow D-30 ausgestattet. Am 7. Oktober 1969 wurde die Maschine bei der Landung auf dem Flughafen Amsterdam beschädigt. Nach einer routinemäßigen Landung fuhr das rechte Hauptfahrwerk ein, wodurch die rechte Tragfläche über die Landebahn streifte. Dabei brach ein Feuer aus. Niemand wurde verletzt und das Feuer konnte rasch gelöscht werden. Die Unfalluntersuchung ergab, dass das rechte Hauptfahrwerk bei der Landung nicht ordnungsgemäß eingerastet gewesen war. Die Maschine wurde repariert und nahm im Jahr 1970 wieder den Betrieb auf.

## Besatzung und Passagiere
An Bord der Maschine befanden sich 45 Passagiere und acht Besatzungsmitglieder.

## Unfallhergang
Mit der Maschine wurde ein internationaler Linienflug von Istanbul nach Budapest durchgeführt, wobei ein Zwischenstopp in Bukarest eingelegt werden sollte. Als die Maschine im Anflug auf Bukarest Flugfläche 40 erreichte, erhielten die Piloten die Freigabe, sie auf 2.000 Fuß (ca. 600 Meter) sinken zu lassen, um in dieser Höhe das Funkfeuer in Ope zu überfliegen und anschließend einen Anflug auf Landebahn 26 vorzubereiten. Bald darauf verlor die Maschine an Höhe und schlug um 16:59 Uhr Ortszeit auf einem 6,3 Kilometer südwestlich von dem Ort Urziceni gelegenen Feld auf. Nach dem Aufprall wurde das Fahrwerk abgeschert und die Maschine schlitterte einige hundert Meter weiter, bevor sie brennend zum Stehen kam. Die Unfallstelle befand sich etwa 37 Kilometer nordöstlich vom Flughafen Bukarest. Alle acht Besatzungsmitglieder sowie 21 Passagiere kamen ums Leben, die verbliebenen 24 Passagiere überlebten mit Verletzungen. Die Maschine wurde durch den Aufprall und das anschließende Feuer völlig zerstört.

## Ursache
Es wurde festgestellt, dass die Maschine während des Anfluges mit verminderter Leistung geflogen worden war, was zu einem Höhenverlust führte, der durch die Besatzung unbemerkt blieb.